# 시월의 어느 멋진 날에
《시월의 어느 멋진 날에》는 SBS에서 2014년 2월 1일부터 2014년 2월 2일까지 방영된 설날 특집 드라마이다. 아내의 시한부선고로 40년을 함께한 부부가 인생정리와 함께 아내의 버킷리스트를 남편이 실천해가면서 느끼고 깨달아가는 과정을 그렸다.

## 줄거리
운전도 할 줄 모르고, 컴퓨터도 다루지 못하는 고집불통이자 까칠한 남편인 시인 이신재와, 그런 남편의 수발을 들기에 여념이 없는 사랑스러운 아내 강윤금은 40년을 함께 산 부부다. 어느 날 시한부선고를 받은 윤금은 자신의 시한부 삶보다 홀로 남을 남편 걱정에 마음이 무겁기만 하다. 혼자서는 아무것도 할 줄 모르는 고집불통인 남편을 위해 깜짝 프로젝트를 준비한다.

## 출연진

### 주인공
- 이덕화 : 이신재 역 (아역 이태환)
- 김해숙 : 강윤금 역 (아역 박소은)

### 그밖의 인물들
- 배민희 : 이종은 역 (아역 나해령)
- 서동원 : 송하진 역
- 유승용 : 강동건 역
- 유재명 : 과수원 박씨 역
- 최희서 : 로사 역
- 김종수 : 전파사 고씨 역
- 홍석빈 : 사진관 장씨 역
- 노수산나 : 미스양 역
- 우상전 : 손영감 역
- 한갑수 : 서점주인 역
- 진선규 : 의사 역

### 특별 출연
- 이상우 : 이종민 역